# John Tyler
John Tyler, född 29 mars 1790 i Greenway i Charles City County, Virginia, död 18 januari 1862 i Richmond, Virginia, var en amerikansk politiker som var Virginias guvernör 1825–1827, senator 1827–1836, USA:s vicepresident under William Henry Harrison 1841 samt USA:s president 1841–1845.

## Biografi
Tyler var son till John Tyler, Virginias guvernör. Tyler var liksom sin far jurist och började sin politiska karriär, liksom sin far, som Virginias guvernör. Han blev USA:s vicepresident 1841.
Tyler var den förste amerikanske vicepresident som fick överta rollen som president innan mandatperioden tog slut – den förre presidenten, William Henry Harrison, dog efter enbart en månad som president, och Tyler övertog presidentämbetet 4 april 1841.
Tyler mötte först stort motstånd från personer som inte gillade honom som president, men lyckades på grund av det motståndet få ännu större makt.
Under hans tid vid makten annekterades Texas 1845. Tyler ingick ett avtal med Kina som öppnade dörren till Orienten för första gången.
Tyler var gift första gången med Letitia Christian Tyler och andra gången med Julia Gardiner Tyler. I första giftet föddes åtta barn mellan 1815 och 1830, i andra giftet föddes sju, mellan 1846 och 1860. En son i andra giftet, Lyon Gardiner Taylor, 1853-1935, hade också många barn i två giften. Via honom hade Tyler, som alltså var född 1790, fram till september 2020 två levande barnbarn, sonsönerna Lyon Gardiner Taylor Jr, (1924-2020)), och Harrison Ruffin Taylor, (1928-2025). Harrison Tyler sköter om familjegodset, Sherwood Forest Plantation, i Charles City County, Virginia.